# 華北製藥集團新藥研究開發
華北製藥集團新藥研究開發有限責任公司，屬於華北製藥旗下公司，1957年以「华北制药厂中心试验室」成立，主要研究方向,融信息、科研、中试、生产为一体的现代化医药科研开发業務。
而母公司曾和中國製藥母公司石家莊製藥集團合併，但已告吹，原因為是受到文化和效益問題。2009年6月被前稱金牛能源的冀中能源股份收購，成為旗下公司。  

## 外部連結
- 華北製藥集團新藥研究開發有限責任公司 （页面存档备份，存于）